# Косконии
Коско́нии (лат. Cosconii) — древнеримский плебейский род, принадлежавший к Теретинской трибе, первый представитель которого упоминается в источниках под 203 годом до н. э., в связи с событиями 2-й Пунической войны. Впрочем, никому из членов этого семейства не удалось достичь консульства. Первым курульных должностей добился Марк Косконий, претор в 135 году до н. э.
Представители этого рода носили преномены «Марк», «Луций», «Гай» и «Квинт». В сохранившихся источниках упоминаются:
- Марк Косконий (ум. в 203 до н. э.), военный трибун в армии претора Публия Квинтилия Вара, погибший в сражении с Магоном Баркидом[3][4][5];
- Марк Косконий (ум. после 129 до н. э.), претор в 135 году до н. э. и наместник Македонии в 134—132 годах до н. э. Известно, что в 129 году был ещё жив, поскольку упоминается в числе сенаторов[6][7];
- Луций Косконий (II—I вв. до н. э.), член коллегии монетных триумвиров около 112 года до н. э[8][2][9].;
- Гай Косконий (ум. после 76 до н. э.), претор 89 года до н. э., участник Союзнической войны. Вероятно, идентичен проконсулу 78—76 годов до н. э., завершившему завоевание Иллирии[10][11][12][13];
- Гай Косконий Калидиан (I в. до н. э.), судебный оратор, упоминающийся у Марка Туллия Цицерона[14]. По мнению Ф. Мюнцера, мог быть тем же лицом, что и претор 63 года до н. э[15].;
- Гай Косконий (ум. 59 до н. э.), претор в 63 году до н. э., проконсул Дальней Испании в 62 году до н. э.;
- Гай Косконий (ум. в 47 до н. э.), народный трибун в 59 году до н. э., эдил в 57 году до н. э., предполагаемый претор около 54 и наместник Македонии в 53—52 гг. до н. э[16].;
- Луций Косконий (ум. после 56 до н. э.), член судебной коллегии, разбиравшей дело Публия Сестия о насильственных действиях (лат. crimen de vi) в 56 году до н. э[17].;
- Квинт Косконий (II—I вв. до н. э.), латинский грамматик[18];
- Публий Косконий, сын Тита (I в. до н. э.), муж Семпронии и отец Публия Коскония Руфа, упоминающийся в одной, обнаруженной в Риме, надписи[19];
- Коскония Галлитта (ок. 10 до н. э. — после 16), жена Луция Сея Страбона и мачеха префекта претория Элия Сеяна, временщика при императоре Тиберии;
- Косконий (I век), поэт, герой двух сатир Марка Валерия Марциала[20].